# Frank Fredrickson
Vous lisez un « article de qualité » labellisé en 2012.
Temple de la renommée : 1958
Sigurdur Franklin Fredrickson (né le 11 juin 1895 à Winnipeg au Canada – mort le 28 mai 1979 à Toronto au Canada) est un joueur amateur puis professionnel canadien de hockey sur glace qui évoluait au poste de centre. Il joue quatre saisons avec les Falcons de Winnipeg avant de rejoindre le Canada dans la Première Guerre mondiale. De retour à Winnipeg, il mène son équipe à la Coupe Allan puis il remporte la médaille d'or aux Jeux olympiques de 1920 à l'occasion du premier tournoi olympique de hockey,.
Il entame par la suite sa carrière professionnelle en jouant dans l'équipe de Victoria qui évolue dans l'Association de hockey de la Côte du Pacifique (PCHA). Il passe quatre saisons avec l'équipe de Victoria dans la PCHA et la suit quand elle rejoint la Western Canada Hockey League en 1924-1925. Cette saison-là, l'équipe de Victoria, les Cougars, remporte les séries éliminatoires puis gagne la finale de la Coupe Stanley en battant les Canadiens de Montréal de la Ligue nationale de hockey. Lors de la saison suivante, les Cougars remportent une nouvelle fois les séries de la WCHL mais perdent la Coupe Stanley contre les Maroons de Montréal.
À la suite de l'arrêt de la WCHL en 1926, Fredrickson, comme la majorité des joueurs de la ligue, passe dans la LNH. Il joue ensuite pour les Cougars de Détroit, les Bruins de Boston puis les Pirates de Pittsburgh dont il devient entraîneur pour la saison 1929-1930. Il met fin à sa carrière en 1931 à l'âge de 36 ans.

## Biographie

### Carrière amateur

#### Ses débuts avec les Falcons

Le blason de l'Islande entre 1903 et 1918 - d'azur au faucon d’argent - d'où tire son nom l'équipe des Falcons de Winnipeg.

Frank Fredrickson est le fils de Jón Vídalín Friðriksson et de Guðlaug S. Sigurðardóttir, : Friðriksson immigre depuis l'Islande en 1890 et gagne sa vie à Winnipeg en déchargeant des trains. Jón change son nom pour le rendre plus anglais et Frank Fredrickson naît le 11 juin 1895 à Winnipeg. Toute la famille parle islandais à la maison et Frank n'apprend à parler anglais qu'en entrant à l'école, à l'âge de 6 ans. Ses parents, qui souhaitent une bonne éducation pour leur fils, décident de lui faire donner des leçons de violon avec son meilleur ami, Konrad Johannesson. En plus du violon, pour lequel il est doué, le jeune Fredrickson joue également au football, à la crosse, au baseball et enfin au hockey sur glace.
Il apprend à patiner à l'âge de 5 ans sur la patinoire de six mètres de long sur quatre et demi de large que son père met en place dans le jardin familial. La glace des Fredrickson sert de patinoire à tout le quartier et outre le frère et la sœur de Frank, elle accueille également Johannesson, Walter Byron et Robert Benson. Quelque temps plus tard, un groupe de parents du voisinage décide de construire une patinoire plus grande pour que tous puissent y avoir accès. Il rejoint l'équipe des Falcons de Winnipeg, équipe uniquement composée de joueurs originaires d'Islande mais qui ne sont pas admis dans les autres équipes de Winnipeg en raison de préjugés raciaux. En 1912-1913, alors qu'il est encore un peu trop jeune pour jouer dans la ligue senior, il joue dans le niveau intermédiaire et remporte le championnat avec ses coéquipiers des Falcons.
Fredrickson commence sa carrière amateur en 1913-1914 en jouant dans l'Independant Hockey League, : il rejoint les Falcons qui viennent de terminer leur première saison à la dernière place du classement. Fredrickson s'impose rapidement comme l'un des meilleurs joueurs de l'équipe : il inscrit treize buts et réalise sept passes décisives au cours de cette saison alors que l'équipe ne remporte que quatre victoires pour huit défaites.
Fredrickson aide les siens à remporter le premier match de la saison 1914-1915 en inscrivant le but vainqueur lors de la victoire 6-5 contre les joueurs de Strathconas. Après les huit matchs de la saison, les Falcons finissent en tête du championnat avec six victoires et deux défaites.
En raison de la Première Guerre mondiale et pour montrer leur soutien à l'effort de guerre, il est décidé que seule la Manitoba Hockey League subsiste dans tout le Manitoba. Elle est renommée pour l'occasion Winnipeg Patriotic Hockey League et les Falcons la rejoignent pour la saison 1915-1916. Fredrickson devient le capitaine des Falcons et il inscrit treize buts en seulement six rencontres, le meilleur total de la ligue cette année-là.
Depuis 1914, le Canada est engagé dans la Première Guerre mondiale. Le 23 février, Fredrickson est le premier joueur de son équipe à s'enrôler, deux jours avant la fin de la saison 1915-1916. La majorité des joueurs et dirigeants des Falcons suivent leur capitaine et s'engagent à leur tour. D'abord affecté dans le 196th Western Universities Battalion, Fredrickson rejoint rapidement le reste de son équipe dans le 223rd the Scandinavian-Canadian Battalion. L'équipe joue huit rencontres dans la Patriotic League et Fredrickson inscrit dix-sept buts et trois passes décisives pour finir meilleur buteur et pointeur de la ligue,.
Le 223rd Battalion rejoint l'Angleterre en avril 1917 ; par la suite, Fredrickson et Johannesson rejoignent l'Égypte en novembre 1917 pour prendre des cours de pilotage d'avion. Tous les deux étant devenus d'excellents pilotes, ils sont nommés instructeurs. Alors que Johannesson reste en Égypte, Fredrickson doit quitter le front pour instruire des pilotes en Écosse en mai 1918. Lors du trajet en bateau entre l'Égypte et l'Écosse, le Leasowe Castle est torpillé par un sous-marin allemand. Le bateau coule lentement et son évacuation débute mais Fredrickson fait partie d'un groupe qui descend au fond du bateau pour venir en aide à des camarades coincés. Après une deuxième explosion, le bateau sombre beaucoup plus rapidement et Fredrickson ne se sauve du naufrage qu'au dernier moment, et après avoir récupéré son violon dans sa couchette.

#### De retour de guerre, champion du Manitoba (1919-1920)

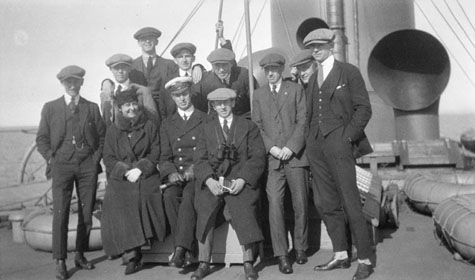
Les Falcons de Winnipeg sur le bateau les emmenant en Belgique pour les Jeux olympiques d'été de 1920.

Une fois la guerre terminée, Magnus « Mike » Goodman et Harold « Slim » Halderson sont à la base de la refonte de l'équipe. Malgré tout, les autres équipes habituelles de l'ancienne Winnipeg Hockey League ne souhaitent pas le retour des joueurs islandais dans leur ligue : ils utilisent plusieurs excuses comme le manque supposé de patinoires à Winnipeg pour accueillir les rencontres des Falcons. Fredrickson et Konrad Johannesson entendent même affirmer que leur équipe n'est pas assez forte pour jouer avec les autres équipes de Winnipeg.
Finalement, l'organisation des Falcons reçoit un soutien de la part des anciennes équipes de l'IHL, les formations de Brandon et de Selkirk concluent un pacte et créent une nouvelle ligue pour la saison 1919-1920, la Manitoba Hockey League, ligue qui accueille donc le Wheat City de Brandon, les Fishermen de Selkirk et enfin les Falcons de Winnipeg. Les deux ligues parviennent toutefois à s'entendre sur le fait que les champions de la WHL et de la MHL se rencontreront dans un match et que le vainqueur de la confrontation aura la chance de jouer les séries de la Coupe Allan. La MHL change également légèrement ses règles en supprimant le poste de rover et en passant à trois périodes de vingt minutes.
Fredrickson joue en attaque, au centre de la nouvelle équipe avec sur ses ailes Goodman et Halderson tandis que Konrad Johannesson et Robert Benson sont les deux défenseurs devant Byron. L'entraîneur de la nouvelle formation des Falcons est Fred « Steamer » Maxwell, vainqueur de la Coupe Allan avec les Monarchs de Winnipeg en 1915 et futur membre du temple de la renommée. La saison 1919-1920 de la MHL compte cinq rencontres entre chaque équipe et l'équipe de Selkirk, championne en titre, est favorite pour sa propre succession avec des joueurs comme Joseph « Joe » Simpson ou encore Harold « Harry » Oliver, tous deux futurs membres du Temple de la renommée. Les Falcons de Winnipeg battent les Fishermen pour le titre de champions de la ligue sur le score de 5-3 alors que leur capitaine, Fredrickson, inscrit quatre buts au cours de cette victoire. Avec vingt-trois buts en dix rencontres, il finit une nouvelle fois en tête du classement des buteurs, Byron est le meilleur gardien avec deux blanchissages et Robert Benson le joueur le plus pénalisé de la ligue avec vingt-six minutes de pénalités.

#### La Coupe Allan 1920

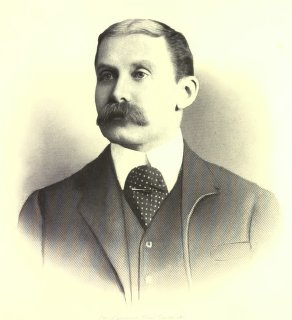
Sir Hugh Montagu Allan, donateur initial de la Coupe Allan remportée en 1920 par les Falcons.

Du côté de la ligue de hockey de Winnipeg, les Winnipegs remportent leur championnat et une série aller-retour au total de buts est organisée entre les deux formations pour déterminer celle qui avancera pour jouer les demi-finales de la Coupe Allan. Le premier match a lieu le 26 février 1920 et alors que les journalistes pensent tous que le match sera disputé, Byron n'a besoin de faire que neuf arrêts pour blanchir l'équipe adverse alors Fredrickson inscrit les cinq buts de son équipe. Même si les Winnipegs annoncent que le deuxième match sera totalement différent, les Falcons continuent sur leur lancée : Fredrickson inscrit six buts, aide Konrad Johannesson pour un autre but, Halderson marque deux buts et assiste Woodman pour le dernier but. Walter Byron fait face à dix-neuf lancers mais n'en laisse passer qu'un seul pour une victoire finale des joueurs islandais sur le score de 10-1, 15-1 sur le total des deux rencontres.
En demi-finale de la Coupe Allan, les Falcons jouent contre les Maple Leafs de Fort William une nouvelle série de deux rencontres. Les joueurs du Manitoba remportent la première rencontre qui est jouée le 8 mars sur le score de 8-2 puis la seconde, deux jours plus tard, sur la marque de 9-1. Avec un total cumulé de 16 à 3, les Falcons sont sacrés champions du hockey de l'Ouest du Canada.
Les Falcons réalisent le voyage jusqu'à Toronto pour jouer la finale de la Coupe Allan sur deux matchs contre l'Université de Toronto, la meilleure équipe de l'Est. Près de 8 000 spectateurs remplissent les gradins du Toronto's Arena Gardens pour le premier match. Le score final est de 8-3 avec quatre réalisations du capitaine, trois de Goodman et le dernier par Woodman. Pour remporter la Coupe, les joueurs de l'Université doivent gagner le match suivant avec plus de cinq buts d'écart. Les Falcons mènent 2-1 au début du troisième tiers-temps avec un but de leur capitaine et un autre par Johannesson contre un but de Carson mais ils perdent leur gardien de but rapidement dans la période. Il ne voit pas un lancer lointain arriver et, les gardiens de l'époque ne portant jamais de masque, le palet le frappe au-dessus de l'œil et la blessure l'empêche de finir la rencontre. Babe Elliott, qui n'a pas manqué un seul entraînement de la saison, est donc appelé pour faire ses débuts avec l'équipe des Falcons et il les aide à remporter le match, et la Coupe Allan, sur le score de 3-2. Les derniers buts sont inscrits par Goodman pour Winnipeg contre une nouvelle réalisation de Carson pour Toronto.
En janvier 1920, le Comité international olympique annonce que lors des futurs Jeux olympiques d'été, qui sont prévus en avril 1920 à Anvers en Belgique, une compétition de hockey aura lieu entre les différentes nations. Les dirigeants du hockey au Canada, n'ayant pas le temps de réaliser une sélection et de les habituer à jouer ensemble, décident d'envoyer les vainqueurs de la Coupe Allan comme représentants.
Le dernier match de la finale de la Coupe ayant eu lieu le 29 mars, soit moins d'un mois avant les premiers matchs de la compétition de hockey, les Falcons n'ont pas le temps de rentrer chez eux avant de quitter le Canada. Ils font donc appel à la générosité de la communauté du hockey de Toronto pour s'acheter de nouvelles affaires ainsi qu'un équipement uniforme avant de rejoindre par train Montréal puis de là Saint-Jean avant de prendre le bateau pour l'Europe le 3 avril.
Au cours du trajet sur le bateau, Fredrickson et Johannesson prennent l'habitude de jouer du violon avec une pianiste de Vancouver, que ce soit pour les salons de première classe ou même pour les voyageurs moins fortunés. Les Falcons arrivent à Liverpool le 12 avril puis à Londres quelques jours plus tard avant de rejoindre enfin Anvers le 16 avril.

#### Les Jeux olympiques de 1920
« All through the tournament we tried to limit ourselves to 14 or 15 goals a game against European teams. Believe me, it was difficult but we managed to stay within reasonable bounds. »
— Frank Fredrickson
Comme sept équipes participent au tournoi, il est décidé de distribuer les médailles selon le « système Bergvall » : l'une des sept équipes est tirée au sort et exemptée du premier tour – la France. La première phase se joue avec trois matchs au premier tour puis les trois vainqueurs et l'équipe exempte du premier tour se rencontrent. Une finale est organisée à l'issue de laquelle la médaille d'or est donnée à la meilleure équipe. Par la suite, les trois équipes éliminées par l'équipe championne participent à une deuxième phase avec une équipe exemptée de premier tour. L'équipe qui sort victorieuse de ce tour reçoit la médaille d'argent. Enfin, les trois équipes éliminées par les deux équipes médaillées se rencontrent dans une troisième phase afin d'attribuer la médaille de bronze.

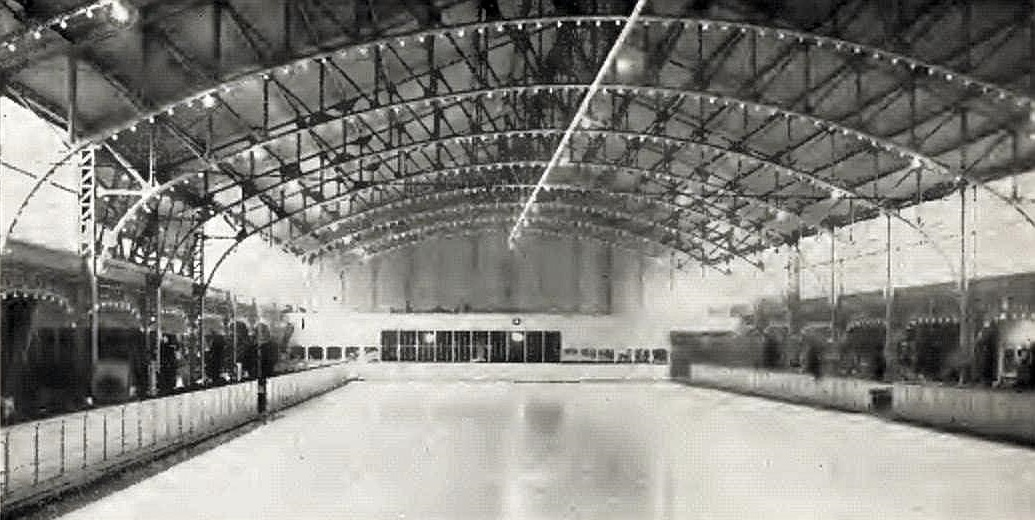
La patinoire d'Anvers où se jouent les Jeux olympiques.

En quart de finale, les Falcons jouent contre l'équipe de Tchécoslovaquie le 24 avril. Haldor Halderson inscrit sept buts, Magnus Goodman deux, Johannesson et Allan Woodman un chacun tandis que le capitaine inscrit quatre buts pour un blanchissage de Byron et une victoire 15-0 de l'équipe du Canada. Au deuxième tour, la Suède élimine la France sur le score de 4-0 alors que le Canada joue contre les États-Unis, tombeurs de la Suisse en quart de finale 29-0.
La rencontre la plus attendue du tournoi entre les Américains et les Canadiens a lieu le 25 avril et est arbitrée par le Français Alfred de Rauch. Les deux équipes se neutralisent lors de la première moitié du match. Lors de la deuxième mi-temps, Fredrickson est le premier à tromper Raymond Bonney, le portier américain, puis Johannesson l'imite pour donner la victoire aux siens 2-0 et un nouveau blanchissage de Byron,. Au cours de cette rencontre, le capitaine des Falcons récolte un total de sept minutes de pénalité.
La finale de ce premier tournoi olympique oppose donc les Falcons de Winnipeg à l'équipe de Suède, équipe qui ne compte que quelques joueurs de hockey, les autres étant des joueurs de bandy. La rencontre est jouée le 26 avril : après un peu moins de dix minutes, le Canada mène déjà 3-0 quand Einar Svensson trompe pour la première et dernière fois du tournoi Byron. Les Falcons remportent la médaille d'or en gagnant le match sur le score de 12-1 avec sept buts inscrits par leur capitaine. Fredrickson, deuxième meilleur buteur du tournoi derrière Herbert Drury, arbitre par la suite une rencontre entre la Suède et la Suisse, en remplacement de Paul Loicq réfuté par les joueurs suédois, puis la finale pour la médaille de bronze entre la Suède et la Tchécoslovaquie.
Cinq ans plus tard, le CIO déclare que finalement, le tournoi de 1920 n'était pas un tournoi officiel et que la médaille d'or remportée par le Canada ne compte pas. Le résultat sera rétabli plus tard et la médaille d'or officiellement remportée par le Canada. En 1983, la Fédération internationale de hockey sur glace reconnaît ce tournoi comme son premier championnat du monde.

### Carrière professionnelle

#### Dans l'Association de hockey de la Côte du Pacifique

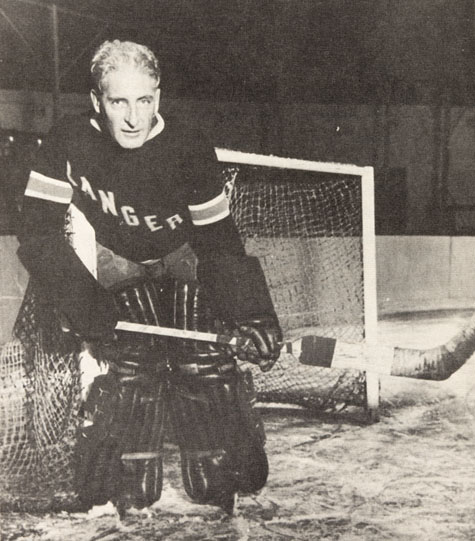
Lester Patrick (ici avec les Rangers de New York en 1928) est à la base de la création de la PCHA dans laquelle Fredrickson jouera pendant six saisons.

De retour au Canada, Fredrickson envisage de s'engager dans l'Aviation royale du Canada mais il reçoit une lettre de Lester Patrick qui est à la tête d'une ligue de hockey professionnelle et lui offre 2 500 dollars pour une saison de vingt-quatre rencontres. Fredrickson accepte l'offre et rejoint les rangs des joueurs professionnels en s'engageant avec les Aristocrats de Victoria de l'Association de hockey de la Côte du Pacifique (souvent désignée par le sigle PCHA en référence à son nom anglais : Pacific Coast Hockey Association) pour la saison 1920-1921. Il manque les trois premières rencontres de la saison mais finit tout de même meilleur pointeur de la saison avec trente-deux points. Le 3 mars, lors d'une soirée en l'honneur de Ernest « Moose » Johnson, les joueurs de Victoria et ceux des Metropolitans de Seattle se séparent sur un match nul après soixante minutes de jeu et autant de prolongation. Ce match nul est déterminant pour le classement final puisqu'il permet aux Millionnaires de Vancouver de terminer premiers de la PCHA avec treize victoires et onze défaites contre douze victoires, un match nul et onze défaites pour les Metropolitans. Les Aristocrats finissent derniers du championnat avec dix victoires, un match nul et treize défaites.
En 1921, la Western Canada Hockey League est créée et apporte une nouvelle concurrence à la Ligue nationale de hockey et à la PCHA. Malgré les vingt-cinq points de Fredrickson, troisième meilleur pointeur de la saison derrière deux joueurs des Millionnaires de Vancouver, Jack Adams et Mickey MacKay, auteurs de trente et vingt-cinq points, les Aristocrats ne parviennent toujours pas à éviter la dernière place du classement. Au cours de la saison, le défenseur et entraîneur de l'équipe, Lester Patrick, se fait remarquer en jouant lors de deux rencontres une partie des matchs dans les buts. Il se permet même lors de sa première apparition dans les buts d'arrêter un lancer de pénalité d'Adams.
Huit matchs de la saison 1922-1923 sont joués contre des équipes de la WCHL et Fredrickson termine une nouvelle fois en tête du classement des pointeurs et des buteurs avec trente-neuf buts et un total record pour la PCHA de cinquante-cinq points. L'équipe parvient à terminer à la deuxième place de la saison régulière derrière les Maroons de Vancouver. Pour la première fois depuis la mise en place d'une série d'après saison, les joueurs de Victoria y participent mais ils sont battus lors du premier match par un blanchissage 3-0 par Hugh Lehman. Malgré une victoire 3-2 lors du deuxième match, les Cougars sont éliminés au total de buts, trois contre cinq.
La saison 1923-1924 est la treizième et dernière saison de la PCHA. Art Duncan finit meilleur pointeur de la saison avec trente points, deux de plus que Fredrickson alors que les Cougars terminent à la troisième place du classement.

#### Dans laWestern Canada Hockey League

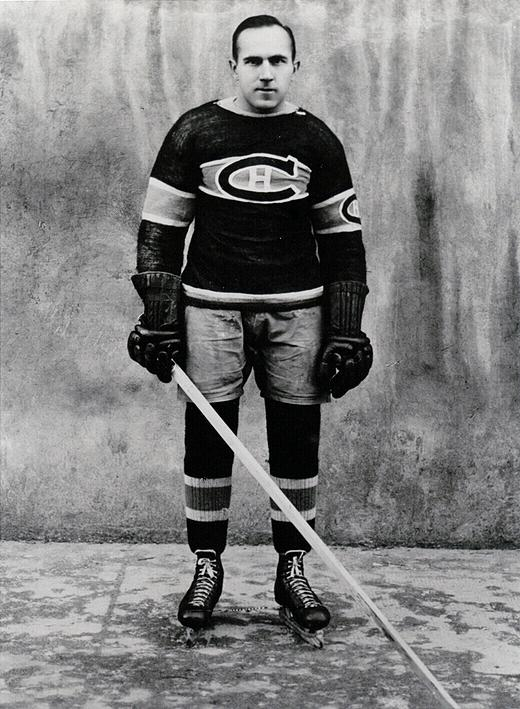
Howie Morenz (ici en 1930) et les Canadiens de Montréal perdent la finale de la Coupe Stanley contre les Cougars en 1925.

À la suite de cette saison, les équipes de Victoria et de Vancouver rejoignent la Western Canada Hockey League, aussi désignée par le sigle WCHL, tandis que celle de Seattle arrête ses activités. Six équipes participent donc à la quatrième saison de la ligue et vingt-huit rencontres sont jouées. Avec seize victoires et douze défaites, les Cougars se classent à la troisième place de la saison alors qu'avec vingt-deux buts et six passes décisives, Fredrickson est le troisième pointeur de la ligue derrière Mickey MacKay de Vancouver et Gordon « Duke » Keats des Eskimos d'Edmonton. Trois équipes sont qualifiées pour les séries éliminatoires d'après saison : les Cougars jouent contre les Crescents de Saskatoon au premier tour alors que les Tigers de Calgary, premiers de la saison régulière, sont directement qualifiés pour la finale de la ligue.
La série entre les Cougars et les Crescents se joue au total des buts sur deux rencontres : la première, jouée à Victoria, se solde par la victoire des joueurs locaux sur le score de 3-1. Les deux équipes faisant match nul trois buts partout lors de la seconde rencontre, Fredrickson et ses coéquipiers sont qualifiés pour la finale de la WCHL. Deux matchs sont également prévus pour la finale : le premier est un match nul 1-1 et le second une victoire des Cougars sur le score de 2-0 avec un blanchissage de leur nouveau gardien Harry « Hap » Holmes. Les Cougars affrontent en finale de la Coupe Stanley les Canadiens de Montréal, champions de la saison 1924-1925 de la Ligue nationale de hockey.
Les quatre rencontres sont jouées dans l'Ouest du Canada, à Victoria pour le premier match, une victoire 5-2 des Cougars avec deux passes décisives de Fredrickson alors que la deuxième rencontre a lieu à Vancouver devant 11 000 personnes. Les joueurs de Victoria sortent une nouvelle fois victorieux 3-1 avec le deuxième but des joueurs de Victoria inscrit par Fredrickson. Les Canadiens se reprennent lors du troisième match, notamment grâce à leur joueur-vedette, Howie Morenz qui réalise un coup du chapeau pour la victoire 4-2 de Montréal. Lors du quatrième match, Victoria ne laisse aucune chance aux Canadiens en remportant le match 6-1 avec deux buts de Fredrickson. Ils deviennent ainsi la dernière équipe ne faisant pas partie de la LNH à remporter la Coupe Stanley.
Des difficultés financières minent de plus en plus la WCHL au commencement de la saison 1925-1926. Bill Cook, des Sheiks de Saskatoon, termine la saison avec quarante-quatre buts, le plus haut total de la ligue alors que Fredrickson est le seul joueur des Cougars à inscrire plus de dix buts avec seize réalisations. Les Cougars sont une deuxième année de suite qualifiés pour les séries en terminant à la troisième place du classement. Ils jouent le premier tour des séries contre les Sheiks qui ont terminé deuxièmes du classement. Comme la saison passée, les joueurs de Victoria parviennent à se qualifier pour la finale de la WCHL en battant les joueurs de Saskatoon sur l'ensemble des deux rencontres : la première partie est un match nul 3-3 alors que Gord Fraser inscrit le seul but du match retour pour la qualification des Cougars. En finale de la WCHL, les Cougars remportent la première rencontre contre les Eskimos d'Edmonton sur le score de 3-1 puis un match nul 2-2 offre un second titre de champion de la WCHL aux joueurs de Victoria.
En finale de la Coupe Stanley, les champions en titre sont une nouvelle fois opposés à une équipe de Montréal, mais il s'agit alors des Maroons. La finale de la Coupe Stanley de 1926 est la dernière finale de l'histoire ouverte aux équipes ne faisant pas partie de la LNH et également la première édition dans la future célèbre patinoire du Forum de Montréal. La série tourne à l'avantage des joueurs locaux puisqu'ils remportent les premier et deuxième matchs par deux blanchissages 3–0 de leur gardien, Clint Benedict. Les Cougars parviennent à se reprendre lors de la troisième rencontre et remportent le match sur la marque de 3-2 mais Benedict est encore une fois l'homme de la soirée pour le quatrième match puisqu'il arrête tous les lancers qu'il reçoit. À l'autre bout de la patinoire, Nels Stewart réalise un doublé et permet à son équipe de remporter la première Coupe Stanley de son histoire. Fredrickson est mis en avant par la WCHL en étant élu dans la première équipe d'étoiles.

#### Dans la Ligue nationale de hockey
À la dissolution de la WCHL, un accord est conclu prévoyant que son équipe pourrait rejoindre la Ligue nationale de hockey. Le 15 mai 1926, l'ensemble de l'effectif de Victoria acheté au coût de 100 000 dollars est déménagé à Détroit pour devenir les Cougars de Détroit. Fredrickson ne joue pas longtemps pour Détroit puisque après une quinzaine de rencontres, en janvier 1927, il prend la direction des Bruins de Boston en compagnie de Harry Meeking en retour de Duke Keats et d'Archie Briden. Avec un total de trente-et-un points à la fin de la saison 1926-1927, Fredrickson est le quatrième pointeur de la LNH après Bill Cook qui joue désormais pour les Rangers de New York, Dick Irvin, autre ancien de la PCHA qui joue avec les Black Hawks de Chicago et enfin Morenz des Canadiens.
Deuxièmes de la division américaine à l'issue de la saison, les Bruins jouent au premier tour des séries contre les Black Hawks de Chicago, troisièmes du classement. Ils remportent la série 8 buts à 5 puis viennent également à bout des champions de la division de la saison régulière. Les Rangers de New York sont ainsi écartés 3 buts à 1. Les Bruins deviennent la première franchise de la LNH basée aux États-Unis à accéder à la finale de la Coupe Stanley, finale qu'ils jouent contre les Sénateurs d'Ottawa, meilleure équipe de la saison régulière.
La finale de la Coupe Stanley est censée se jouer au meilleur des trois matchs mais après un match nul lors de la première rencontre, le président de la LNH, Frank Calder, décide qu'au maximum cinq matchs seront joués et que s'il n'y a aucun vainqueur en cinq rencontres, les deux équipes seront sacrées championnes. Finalement, les matchs numéros un et trois se finissent sur un score de parité alors que les Sénateurs remportent les deux autres matchs et la Coupe Stanley.
Les Bruins de Boston terminent la saison 1927-1928 à la première place de la division américaine, la deuxième place au total du classement, derrière les Canadiens de Montréal. Au cours de cette saison, Fredrickson n'inscrit que quatorze points alors que Morenz, meilleur pointeur de la LNH, en compte cinquante-et-un. Directement qualifiés pour les demi-finales de la Coupe Stanley, les Bruins ne parviennent pas à profiter de la situation et sont éliminés par les Rangers, équipe qui est désormais entraînée par Lester Patrick et qui remporte ensuite la Coupe Stanley. Avec quatre points marqués en huit matchs lors des séries, Fredrickson est le troisième pointeur des Bruins derrière les cinq points de Harry Oliver et Percy Galbraith.
Fredrickson commence la saison 1928-1929 avec les Bruins mais le 21 décembre 1928, il signe avec les Pirates de Pittsburgh en retour de Mickey MacKay et de 12 000 dollars. Fredrickson déclare plus tard avoir eu une altercation avec Art Ross, directeur général des Bruins, et avoir vu par la suite son temps de jeu diminuer. Malgré le renfort du joueur de 33 ans dans son alignement, les Pirates ne parviennent pas à enchaîner les victoires et ils terminent la saison en tant que quatrième équipe de la division américaine avec seulement neuf victoires. En une trentaine de rencontres au cours de la saison, Fredrickson compte dix points. Malgré ce faible total, il est tout de même le troisième meilleur pointeur de l'équipe derrière Hib Milks et Harold Darragh qui comptent tous les deux douze points.
Avant le début de la saison suivante, Fredrickson remplace Odie Cleghorn au poste d'entraîneur de l'équipe en signant un contrat de trois saisons avec les dirigeants de la franchise. Il commence également la saison dans l'alignement de l'équipe mais au bout de neuf rencontres, une blessure au genou en décembre le force à mettre fin à sa présence sur la glace. L'équipe ne réussit à remporter cette saison que cinq rencontres pour trois matchs nuls et trente-six défaites : ils totalisent alors seulement treize points, vingt de moins que les Americans de New York, la deuxième équipe la moins bonne de la saison.

#### Fin de carrière et reconversion
Le 18 novembre 1930, treize joueurs des Pirates sont transférés de Pittsburgh pour rejoindre les Quakers de Philadelphie : même si Fredrickson fait partie des joueurs qui changent officiellement de club, il est libéré de son engagement avec Philadelphie deux jours plus tard. Alors qu'il a encore deux ans de contrats, Fredrickson est remercié par Benny Leonard, le propriétaire de l'équipe, qui considère que le vétéran est trop proche de ses joueurs pour pouvoir bien faire son travail.
Le 24 novembre 1930, alors que la saison 1930-1931 de la LNH a déjà commencé, il signe un contrat en tant qu'agent libre avec les Falcons de Détroit, la même équipe avec qui il fait ses débuts dans la LNH cinq ans plus tôt. Après vingt-cinq rencontres jouées et seulement trois points inscrits, il n'est pas conservé par les Falcons qui le mettent en ballottage le 13 février 1931. Les Olympics de Détroit de la Ligue internationale de hockey le font venir dans leur effectif mais il ne joue que six rencontres avant de mettre un terme à sa carrière.
Avec sa retraite de joueur, Fredrickson ne quitte pas pour autant le monde du hockey puisqu'il devient entraîneur pour différentes équipes : il entraîne ainsi les Winnipegs de Winnipeg en 1931-1932. Entre 1933 et 1935, il est l'entraîneur des Tigers de Princeton du championnat universitaire américain pour deux saisons. En 1939, il devient le nouvel entraîneur de l'Université de la Colombie-Britannique, poste qu'il occupera pendant six saisons.
En 1942, il est à la tête de l'équipe de l'Aviation royale du Canada, les RCAF Flyers, qui remporte la Coupe Allan avec sous sa direction Bobby Bauer, Milt Schmidt et Woody Dumart, trois joueurs qui forment habituellement la Kraut line des Bruins,. Il retourne ensuite à son poste avec l'Université de la Colombie-Britannique pour les saisons 1946-1947 à 1949-1950 puis en 1952-1953. À la suite de sa carrière d'entraîneur, il fait de la politique et siège même au conseil municipal de Vancouver dans les années 1950.
Le Temple de la renommée du hockey rend un hommage à la carrière de Fredrickson en le choisissant pour faire partie de sa cinquième promotion. Il meurt le 28 mai 1979 à Toronto au Canada et deux ans plus tard, le Temple de la renommée du sport du Manitoba, le Manitoba Sports Hall of Fame, l'accueille également parmi les siens. En 1983, c'est au tour du Temple de la renommée du sport de la Colombie-Britannique de sélectionner Fredrickson. En 2000 puis en 2009, l'Université de la Colombie-Britannique le met en avant d'abord en tant qu'entraîneur de l'équipe de 1949-1950 puis pour l'ensemble de sa carrière.

## Statistiques
| Saison     | Équipe                  | Ligue       |     | Saison régulière | Saison régulière | Saison régulière | Saison régulière | Saison régulière |    | Séries éliminatoires | Séries éliminatoires | Séries éliminatoires | Séries éliminatoires | Séries éliminatoires |
| Saison     | Équipe                  | Ligue       | PJ  | B                | A                | Pts              | Pun              | PJ               | B  | A                    | Pts                  | Pun                  |                      |                      |
| 1913-1914  | Falcons de Winnipeg     | IHL         | 11  | 13               | 7                | 20               | 0                |                  |    |                      |                      |                      |                      |                      |
| 1914-1915  | Falcons de Winnipeg     | IHL         | 8   | 10               | 5                | 15               | 0                | 1                | 1  | 0                    | 1                    | 0                    |                      |                      |
| 1915-1916  | Falcons de Winnipeg     | WPHL        | 6   | 13               | 3                | 16               | 14               |                  |    |                      |                      |                      |                      |                      |
| 1916-1917  | 223rd Battalion         | WPHL        | 8   | 17               | 3                | 20               | 40               |                  |    |                      |                      |                      |                      |                      |
| 1919-1920  | Falcons de Winnipeg     | MHL Sr.     | 10  | 23               | 5                | 28               | 12               | 6                | 22 | 5                    | 27                   | 2                    |                      |                      |
| 1920       | Équipe du Canada        | Jeux olymp. | 3   | 12               | 0                | 12               | 7                |                  |    |                      |                      |                      |                      |                      |
| 1920-1921  | Aristocrats de Victoria | PCHA        | 21  | 20               | 12               | 32               | 3                |                  |    |                      |                      |                      |                      |                      |
| 1921-1922  | Aristocrats de Victoria | PCHA        | 24  | 15               | 10               | 25               | 26               |                  |    |                      |                      |                      |                      |                      |
| 1922-1923  | Cougars de Victoria     | PCHA        | 30  | 39               | 16               | 55               | 36               | 2                | 2  | 0                    | 2                    | 4                    |                      |                      |
| 1923-1924  | Cougars de Victoria     | PCHA        | 30  | 19               | 8                | 27               | 28               |                  |    |                      |                      |                      |                      |                      |
| 1924-1925  | Cougars de Victoria     | WCHL        | 28  | 22               | 8                | 30               | 43               | 8                | 6  | 3                    | 9                    | 8                    |                      |                      |
| 1925-1926  | Cougars de Victoria     | WHL         | 30  | 16               | 8                | 24               | 89               | 8                | 3  | 2                    | 5                    | 16                   |                      |                      |
| 1926-1927  | Cougars de Détroit      | LNH         | 16  | 4                | 6                | 10               | 12               | --               | -- | --                   | --                   | --                   |                      |                      |
| 1926-1927  | Bruins de Boston        | LNH         | 28  | 14               | 7                | 21               | 33               | 8                | 2  | 2                    | 4                    | 18                   |                      |                      |
| 1927-1928  | Bruins de Boston        | LNH         | 43  | 10               | 4                | 14               | 83               | 2                | 0  | 1                    | 1                    | 4                    |                      |                      |
| 1928-1929  | Bruins de Boston        | LNH         | 12  | 3                | 1                | 4                | 24               | 1                | 0  | 0                    | 0                    | 0                    |                      |                      |
| 1928-1929  | Pirates de Pittsburgh   | LNH         | 31  | 3                | 7                | 10               | 28               | --               | -- | --                   | --                   | --                   |                      |                      |
| 1929-1930  | Pirates de Pittsburgh   | LNH         | 9   | 4                | 7                | 11               | 20               | --               | -- | --                   | --                   | --                   |                      |                      |
| 1930-1931  | Falcons de Détroit      | LNH         | 25  | 1                | 2                | 3                | 6                | --               | -- | --                   | --                   | --                   |                      |                      |
| 1930-1931  | Olympics de Détroit     | LIH         | 6   | 0                | 1                | 1                | 2                | --               | -- | --                   | --                   | --                   |                      |                      |
| Totaux LNH | Totaux LNH              | Totaux LNH  | 164 | 39               | 34               | 73               | 206              | 11               | 2  | 3                    | 5                    | 22                   |                      |                      |

## Honneurs et récompenses

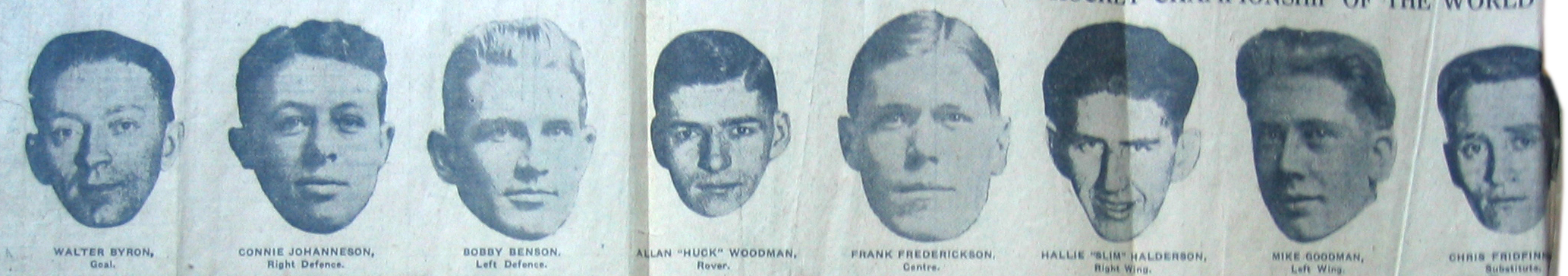
L'équipe des Falcons de Winnipeg, médaille d'or olympique en 1920 ; de gauche à droite : Byron - Johannesson - Benson - Woodman - Fredrickson - Halderson - Goodman - Fridfinnson

- 1915-1916 : meilleur buteur et pointeur de la MHL avec les Falcons
- 1916-1917 : meilleur buteur et pointeur de la MHL avec le 223rd Battalion
- 1919-1920 : meilleur buteur de la MHL avec les Falcons
- 1920 :
  - Coupe Allan
  - médaille d'or aux Jeux olympiques avec le Canada
- 1920-1921 :
  - sélectionné dans la première équipe d'étoiles de la PCHA
  - meilleur pointeur de la saison
- 1921-1922 : première équipe d'étoiles de la PCHA
- 1922-1923 :
  - première équipe d'étoiles de la PCHA
  - meilleur pointeur de la saison
  - meilleur buteur de la saison
- 1923-1924 : première équipe d'étoiles de la PCHA
- 1924-1925 :
  - champion des séries de la WCHL avec les Cougars
  - champion de la Coupe Stanley
- 1925-1926 :
  - champion des séries de la WCHL avec les Cougars
  - première équipe d'étoiles de la WCHL
- 1942 : champion de la Coupe Allan en tant qu'entraîneur des RCAF Flyers
- 1958 : admis au Temple de la renommée du hockey
- 1981 : admis au Temple de la renommée du sport du Manitoba
- 1983 : admis au Temple de la renommée du sport de la Colombie-Britannique
- 2000 : admis au Temple de la renommée de l'Université de la Colombie-Britannique en tant qu'entraîneur de l'équipe 1949-1950
- 2009 : admis au Temple de la renommée de l'Université de la Colombie-Britannique pour sa carrière